# Jody Brown
Jody Kimone Brown (Portmore, Saint Catherine; 16 de abril de 2002) es una futbolista jamaicana. Juega como delantera en el Florida State Seminoles de la liga de fútbol universitario División I de Estados Unidos. Es internacional con la selección de Jamaica.

## Biografía
Brown asistió a la Academia Montverde en Montverde, Florida, donde llevó a su equipo de fútbol a ganar campeonatos estatales consecutivos en 2018-19. En 2019, su segundo año, registró 32 goles y 9 asistencias. El mismo año, fue nombrada Futbolista Femenina del Año por el Orlando Sentinel.
Tras graduarse de la Academia Montverde, Brown ingresó a la Universidad Estatal de Florida en agosto de 2020, siendo parte de su equipo de fútbol universitario, el Seminoles.

## Selección nacional
Brown ha representado a Jamaica en la selección absoluta, así como en los combinados sub-15, sub-17 y sub-20.
Compitió en dos ediciones del Campeonato Sub-15 de la Concacaf (en 2014 y 2016), el Campeonato Sub-17 de la Concacaf de 2016, el Campeonato Sub-20 de la Concacaf de 2018 y la clasificación para el Campeonato Sub-17 de la Concacaf de 2018.
Debutó con la selección absoluta de Jamaica en 2018 a la edad de 16 años. El mismo año, fue la jugadora más joven que compitió en el Copa de Oro de la Concacaf de 2018, torneo clasificatorio para la Copa Mundial de 2019. La Mejor Jugadora Joven del certamen firmó 4 tantos y se ubicó como máxima goleadora de su equipo.
A los 17 años, fue convocada para disputar la Copa Mundial de 2019. Su debut mundialista se dio en el primer partido de la fase de grupos contra Brasil, encuentro que también marcó el debut absoluto de Jamaica en un Mundial.

## Distinciones individuales
| Distinción                                         | Año  |
| -------------------------------------------------- | ---- |
| Mejor Jugadora Joven del Campeonato de la Concacaf | 2018 |
| Mejor Once de la Concacaf                          | 2018 |